# Вакх и Ариадна (картина Тициана)
«Вакх и Ариадна» (итал. Bacco e Arianna) — картина выдающегося итальянского живописца венецианской школы эпохи Возрождения Тициана, написанная маслом на холсте (176,5 x 190 см) в 1520—1523 годах. Произведение входит в цикл картин на мифологические сюжеты, созданных для Альфонсо I д'Эсте, герцога Феррары. Ныне хранится в Национальной галерее в Лондоне.

## История
Картина предназначалась для украшения «алебастрового кабинета», который герцог Феррары Альфонсо I д'Эсте, намеревался создать в Кастелло Эстенсе — своей феррарской резиденции. Поводом к созданию цикла, вероятно, послужила свадьба герцога с Лукрецией Борджиа.
Цикл картин на мифологические темы и сюжеты выполняли Джованни Беллини («Пир богов», 1514), Тициан и Доссо Досси. «Вакх и Ариадна» — вторая картина, написанная Тицианом для герцога Феррары. Герцог уже получил картину Беллини, которую Тициан позднее переработал, чтобы адаптировать пейзаж к другим картинам кабинета. Герцог намеревался включить в свою галерею также произведения Микеланджело и Рафаэля, но оба мастера не успели выполнить заказ. Композиция на тему «Вакх и Ариадна» вначале была заказана Рафаэлю. Однако Рафаэль умер в 1520 году, успев сделать лишь предварительный рисунок, и заказ был передан Тициану.
Картина находилась в феррарском замке до 1598 года. После того, как Феррара перешла под власть Папской области, легат папы Климента VIII, его племянник, кардинал Пьетро Альдобрандини увёз картину в Рим.
«Пир богов» Беллини и «Вакх и Ариадна» Тициана оставались собственностью семьи Альдобрандини до продажи в 1796 году художнику Винченцо Камуччини, после смерти которого вся его коллекция оказалась за границей. Картина Тициана в 1806 году попала в Великобританию. Она упомянута в стихотворении Джона Китса «Ода соловью» (1819). С 1826 года хранится в Национальной галерее в Лондоне.

## Тема икомпозициякартины
Сюжет взят из произведений древнеримских поэтов Катулла и Овидия. Бог Вакх (в древнегреческой мифологии Дионис) появляется на картине справа. Влюбившись в Ариадну с первого взгляда, он выходит из колесницы с двумя гепардами (в оригинальном тексте у Катулла — с леопардами). Ариадна была только что покинута на острове Наксос греческим героем Тесеем — его корабль ещё виднеется вдали. На полотне запечатлён момент испуга Ариадны от внезапного появления бога. По легенде Вакх позже вознёс её на небо и превратил в созвездие Северная Корона, которое символически изображено на картине в небе над Ариадной.
Композиция разделена по диагонали на два треугольника: один — неподвижное голубое небо, для которого Тициан использовал дорогую ляпис-лазурь, с двумя влюблёнными и второй — полный движения ландшафт в зелёных и коричневых тонах с персонажами, сопровождающими Вакха. Интересно, что среди фигур, сопровождающих колесницу, выделяется одна, очевидно, навеянная скульптурой Лаокоон и его сыновья, найденной незадолго до написания картины в 1506 году.

## Реставрация
Картина написана на холсте, и она в течение первого столетия после написания была дважды свёрнута в рулон, что привело к негативным последствиям. Реставрация, проведённая в 1967—1968 годах в Лондонской национальной галерее, когда был снят верхний слой побуревшего от времени лака, привела к тому, что был нарушен и верхний красочный слой. Это особенно заметно на небе, которое, по мнению многих критиков, теперь выглядит плоским и бледным. Также высказывалось мнение, что композиция утратила хроматический баланс, вероятно, из-за того, что Тициан, завершая произведение, добавлял тонкие лессировки. В результате потребовалось дополнительное тонирование, но результат остался спорным.

## Детали картины

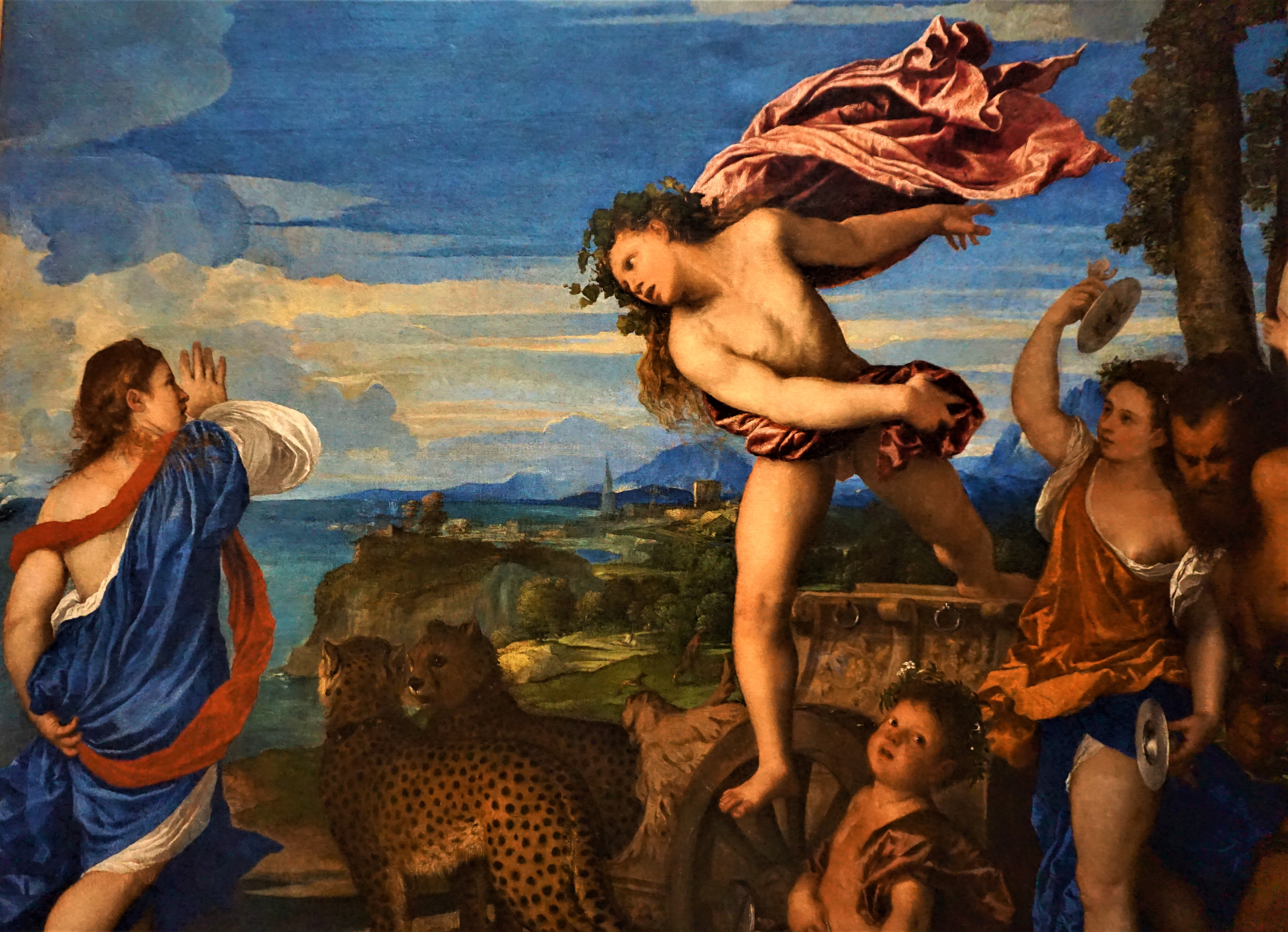
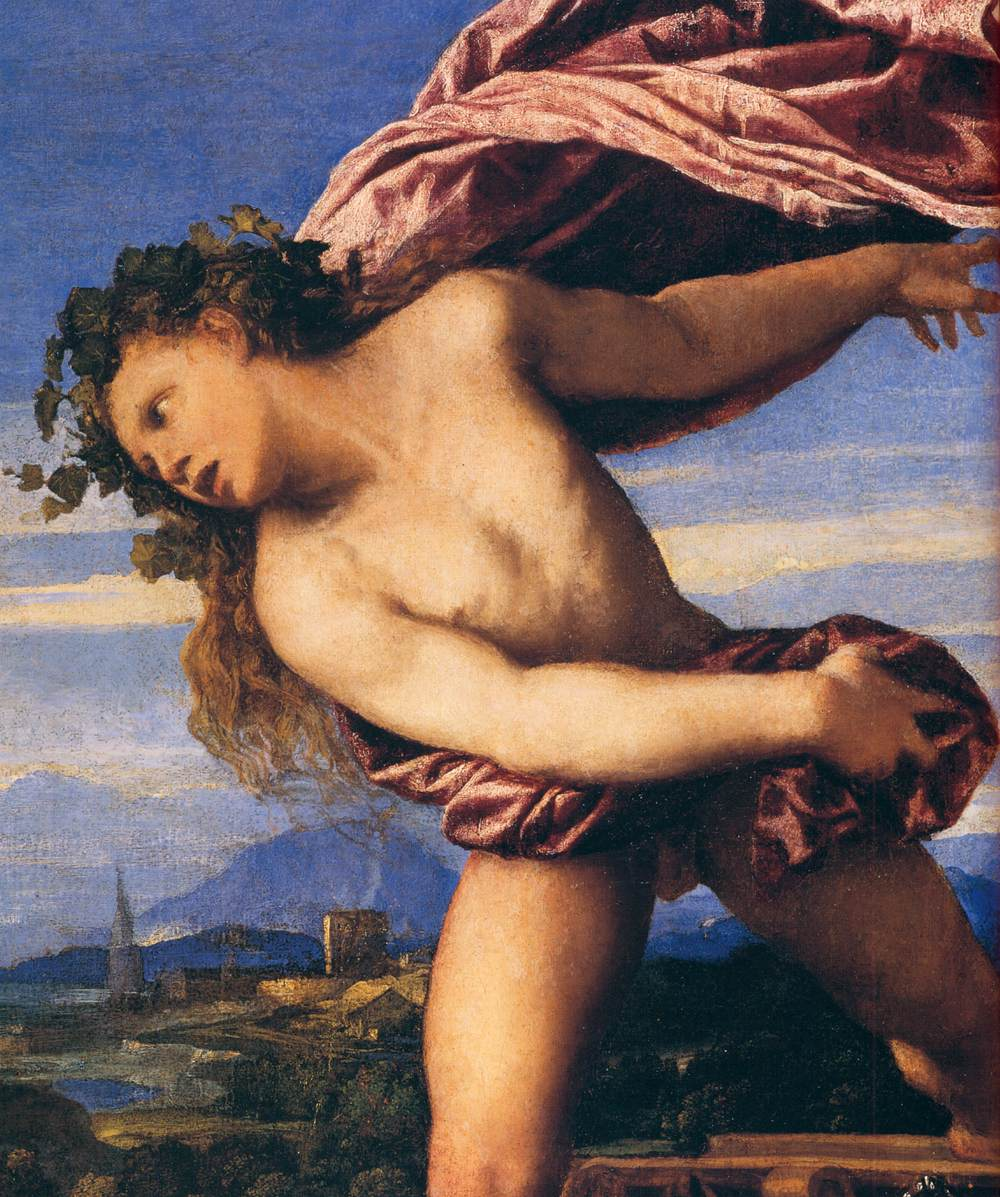
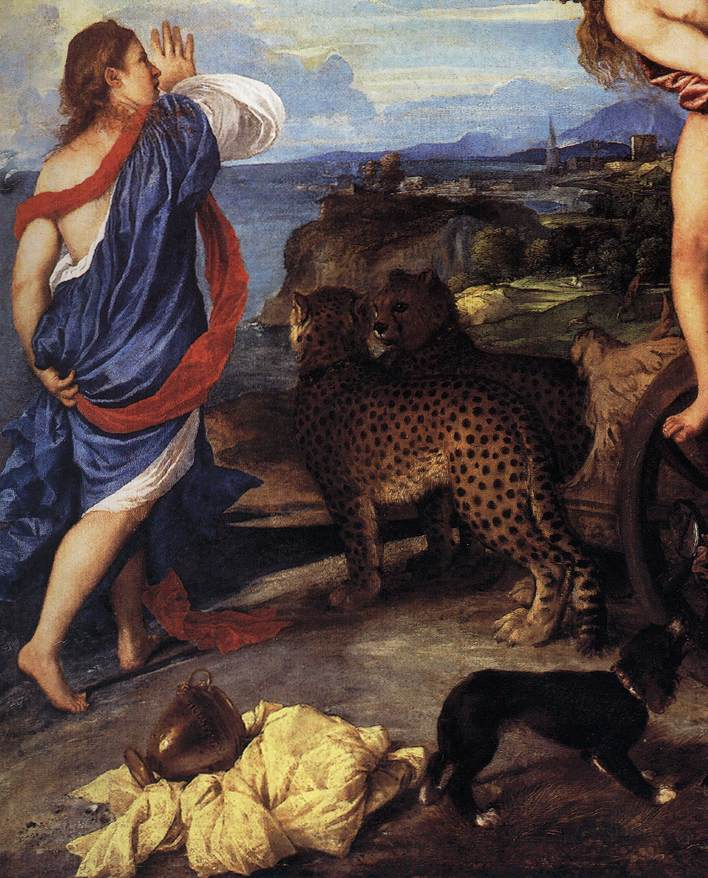
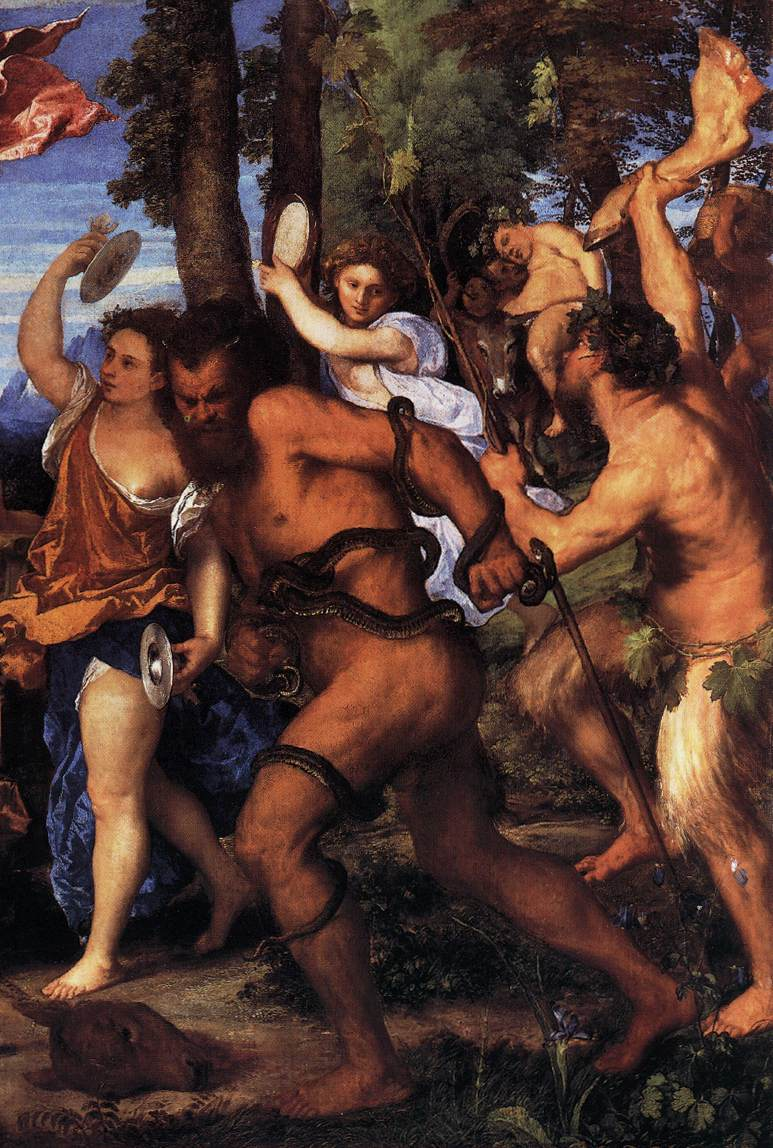
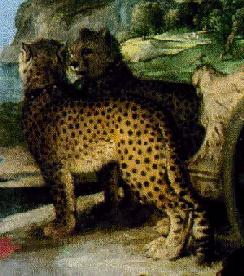
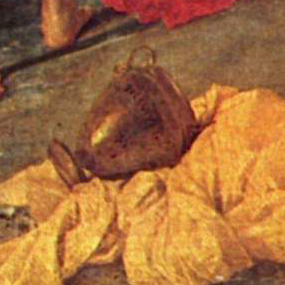

## В массовой культуре
- Большой фрагмент картины (без Ариадны) был использован канадской музыкальной группой Crash Test Dummies в оформлении альбома 1993 года «God Shuffled His Feet».
- Картина появляется в фильме 2006 года «V — значит вендетта».
- Картина появляется в первом сезоне турецкого сериала «Великолепный век» в доме у венецианского купца.
- Джон Китс ссылается на эту картину (привезенную в Англию в 1806 году) в своей «Оде соловью» («Прочь! прочь! Ибо я полечу к тебе, Не ведомый Вакхом и его приспешниками») и в «Ламии» («На гребне ее головы она носила тусклый огонь/Усыпанный звездами, как тиара Ариадны»).
- Индонезийский композитор Ананда Сукарлан создал музыкальное произведение для флейты и фортепиано «Спасение Ариадны», вдохновившись картиной Тициана.